# Thomas Marshall Howe

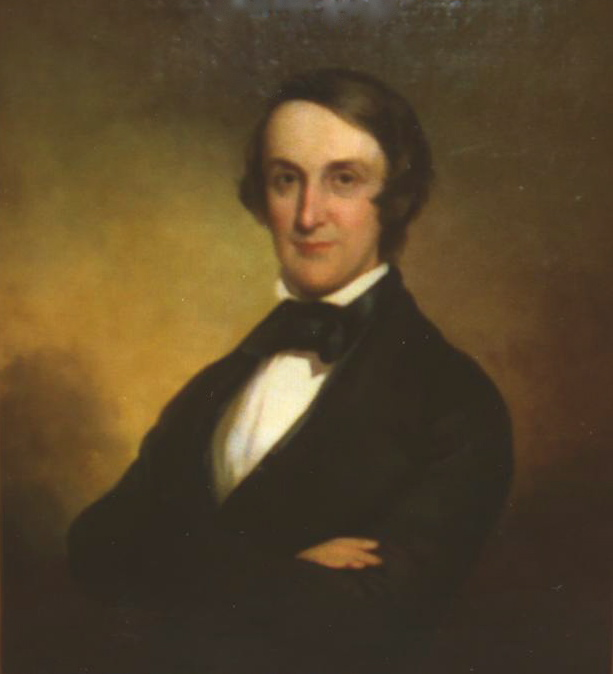
Thomas Marshall Howe, 2008

Thomas Marshall Howe (* 20. April 1808 in Williamstown, Orange County, Vermont; † 20. Juli 1877 in Pittsburgh, Pennsylvania) war ein US-amerikanischer Politiker. Zwischen 1851 und 1855 vertrat er den Bundesstaat Pennsylvania im US-Repräsentantenhaus.

## Werdegang
Im Jahr 1817 zog Thomas Howe mit seinen Eltern nach Bloomfield in Ohio, wo er private Schulen besuchte. Danach absolvierte er die Warren Academy, ebenfalls in Ohio. Seit 1829 lebte er in Pittsburgh. Dort arbeitete er als Angestellter in einem Kurzwarenladen. Im Jahr 1833 machte er sich selbständig und wurde in der Folge in verschiedenen Branchen tätig. Zwischen 1839 und 1859 war er bei der Exchange National Bank of Pittsburgh, bei der er vom Kassierer bis zum Bankpräsidenten aufstieg. Er war auch im Kupferbergbau und im Stahlgeschäft engagiert.
Politisch schloss sich Howe der Whig Party an. Bei den Kongresswahlen des Jahres 1850 wurde er im 21. Wahlbezirk von Pennsylvania in das US-Repräsentantenhaus in Washington, D.C. gewählt, wo er am 4. März 1851 die Nachfolge von Moses Hampton antrat. Nach einer Wiederwahl konnte er bis zum 3. März 1855 zwei Legislaturperioden im Kongress absolvieren. Diese waren von den Ereignissen im Vorfeld des Bürgerkrieges geprägt. Seit 1853 vertrat Howe als Nachfolger von John W. Howe den 22. Distrikt seines Staates. Im Jahr 1854 verzichtete er auf eine weitere Kandidatur.
Nach dem Ende seiner Zeit im US-Repräsentantenhaus nahm Thomas Howe seine früheren Tätigkeiten wieder auf. Später war er als Assistant Adjutant General Mitglied im Stab von Gouverneur Andrew Gregg Curtin. Nach der Auflösung der Whigs schloss er sich der damals neuen Republikanischen Partei an. Im Mai 1860 nahm er als Delegierter an der Republican National Convention in Chicago teil, auf der Abraham Lincoln als Präsidentschaftskandidat nominiert wurde. Während des Bürgerkrieges leitete er die Einberufungsbehörde zum Heer der Union im Allegheny County. Er war auch einer der Gründer und der erste Präsident der Handelskammer von Pittsburgh. Thomas Howe starb am 20. Juli 1877 in Pittsburgh, wo er auch beigesetzt wurde. Sein Schwiegersohn James W. Brown (1844–1909) wurde ebenfalls Kongressabgeordneter.